# Ledovcová trhlina

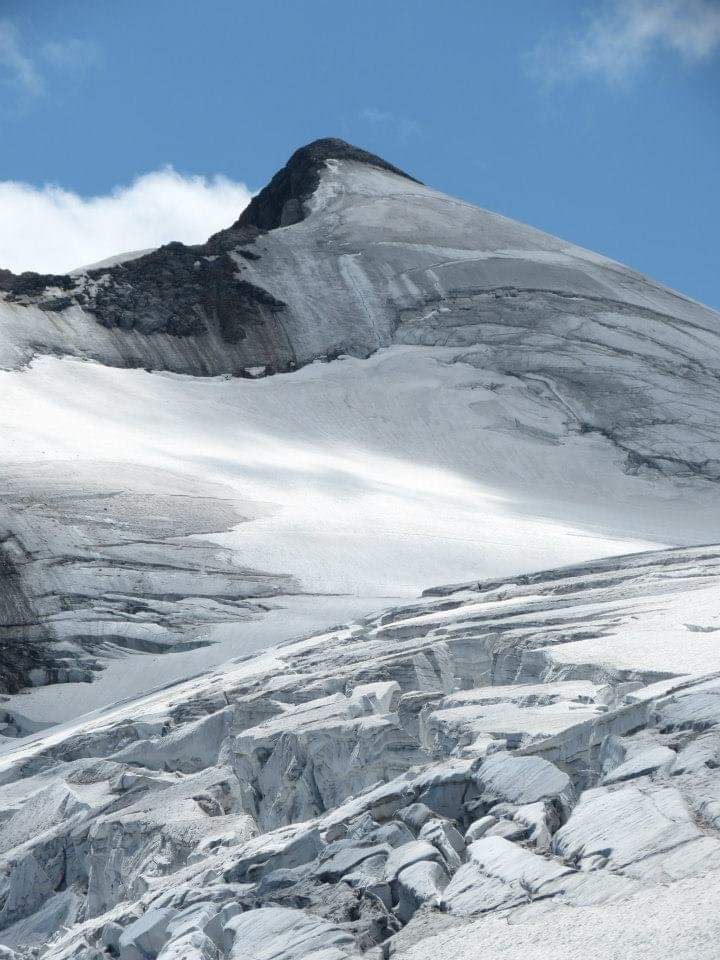
Ledovcové trhliny pod horou Rainerhorn

Ledovcová trhlina je depresní porucha v jednolitém tělese ledovce, která vzniká v důsledku tvárnosti ledového materiálu, který se plasticky deformuje kolem překážek, které překonává. Tato schopnost deformace má však své hranice, po jejímž překonání ledovec ztratí svou přilnavost k nerovnostem koryta a následkem toho puká a trhá se.
Tento jev je zesilován nerovnoměrnou rychlostí toku splazu. V ledovci tak vznikají rozevřené trhliny. V zimě jsou trhliny v ledovci zčásti zasypány sněhem, který tak dočasně uzavírá příčné trhliny.

## Orientace
Příčné pukliny
Vznikají při náhlých změnách sklonu svahu. Postupně se zvětšují a po překonáním překážky se tlakem opět smrští a uzavírají. Mráz a nafoukaný či napadaný sníh potom mohou dokonat jejich úplné zacelení.
Podélné pukliny
Vznikají v místech, kde se ledovec rozšiřuje, nebo je jeho dno vypouklé. V menší míře se tvoří na vnitřní straně oblouku, pokud ledovec v údolí zatáčí.
Séraky
Vznikají v místech s prudkými změnami sklonu svahu. Téměř vždy na čele visutých ledovců, často na velkých ledovcových zlomech. Tvoří ledové věže a bloky se spletí trhlin. Jsou to nebezpečná místa, protože bloky ledu jsou nestabilní a kdykoli se mohou zřítit či sesunout.
Příhorní trhliny
Vznikají v místech, kde se ledovec odtrhává od skály nebo od kompaktního sněhového či ledového strmého svahu. Obvykle bývají z náhorní strany kolmé (bok tvoří skála nebo led) a z údolní strany převislé (bok tvoří sníh nebo led, často se střechovitým převisem až několik metrů dlouhým). Přechod z ledovce na horu je pro nevyzpytatelnost příhorní trhliny nebezpečný. V českém názvosloví se odlišují tři druhy příhorních trhlin – odtrhová (na přechodu firnového svahu a ledovce), okrajová (mezi skálou a ledovcem) a boční (mezi bokem ledovce a jeho středem, přičemž bok může tvořit ledový val, kamenitá moréna nebo skála).
Ledovcové zlomy
Vznikají v místech, ledovec spadá ze strmého svahu a mění tedy prudce sklon. Vyznačuje se často příčnými trhlinami a séraky, ale může být také kompaktní ledovou stěnou.
Ledovcové brány
Vznikají na konci ledovců, kde z nich vytékají potoky či řeky. Neustále hrozí zřícení celých ledových stěn v jejich okolí.

## Hloubka
Trhliny v zóně tání ledovce jsou jen výjimečně hlubší než 20 metrů. Vertikální tlak uzavírá trhliny rychleji, než je otevírá tok ledovce. V zóně narůstání ledovce, kde se hromadí led, umožňuje firn tvorbu hlubších, až 50 metrů hlubokých trhlin. Příčné trhliny mohou protínat na velkých nerovnostech celou tloušťku ledovce a dosáhnout až na dno skalnatého koryta.

## Tvary
Trhlina tvaru V se zužuje směrem dolů. Bývá dobře vidět, nebývá proto nebezpečná pro člověka, ale za to se špatně překonává. Trhlina tvaru A je nahoře úzká a směrem dolů se mohutně rozšiřuje. Nafoukaný sníh seshora, nebo odtátý led zespodu mohou způsobit, že nebezpečí není vidět a člověk se do trhliny proboří a propadne do hloubky. Přes trhliny vedou různě spolehlivé ledovcové mosty, které přirozeně spojují obě strany trhlin a dá se po nich přejít.

## Bezpečnost
Průstup ledovcem bývá nejjednodušší možností, jak se dostat na vysokou horu nebo sedlo, případně jak z nich sjet na lyžích do údolí. Nejbezpečnějším obdobím pro ledovcovou turistiku je konec léta, kdy odtaje sníh a zůstane jen pevný a přehledný ledový terén. Nejbezpečnějším obdobím pro ledovcové lyžování je konec jara, kdy jsou trhliny dostatečně zaváté sněhem a ledovcové mosty jsou pevné.

## Výstroj a výzbroj
Ledovec je z principu nebezpečným a neustále se měnícím prostředím. Horolezci, turisté a lyžaři se tedy musejí vybavit jistícím a záchranným materiálem a být připraveni na případnou záchranu. Nejčastější nehodou je proboření do trhliny, za špatného počasí se bloudí a je možné se podchladit, zmrznout, případně naopak získat úžeh či úpal. Hrozí také pád séraku, kamení či ledu z okolních hor a uklouznutí ze strmých výšvihů. Neobvyklá není ani dočasná sněžná slepota.
Základní výstrojí na ledovec je batoh, teplé a nepromokavé oblečení, rukavice, pevné turistické či horolezecké boty, přilba, ledovcové tmavé brýle, krém proti slunci, čelová lampa, dostatek jídla a nápojů, případně vařič na rozpouštění ledu na pití.
Nouzové pomůcky jsou zejména bivakovací pytel a lékárnička. Bezpečnostní výzbroj zahrnuje horolezecké lano pro družstvo. Každý jednotlivec má nasazená horolezecká stoupací železa (mačky), drží cepín, u sebe má ledovcovou skobu (šroub), dva blokanty (Prusikovy smyčky nebo kovová šplhadla), tři karabiny a sedací horolezecký úvazek. Slouží k zachycení případného pádu do trhliny a také k sestrojení kladkostroje
k následnému vytažení propadlého turisty, nebo k jeho samozáchraně šplháním po laně. Tyto záchranné činnosti je nutné předem důkladně nacvičit.